# Běstvina
Běstvina este o arie protejată (arie specială de conservare — SAC, sit de importanță comunitară — SCI) din Republica Cehă întinsă pe o suprafață de 16,32 ha, integral pe uscat.

## Localizare
Centrul sitului Běstvina este situat la coordonatele 49°50′14″N 15°34′49″E / 49.837222°N 15.580278°E.

## Înființare
Situl Běstvina a fost declarat sit de importanță comunitară în aprilie 2005 pentru a proteja 1 specie de animale. Situl a fost protejat și ca arie specială de conservare în iulie 2018.

## Biodiversitate
Situată în ecoregiunea continentală, aria protejată nu include niciun habitat protejat.
La baza desemnării sitului se află o specie protejată de  nevertebrate: Osmoderma eremita.